# Toba Sōjō
Toba Sōjō (鳥羽 僧正), aussi connu sous le nom Kakuyū (覚猷), est un peintre japonais des XIe – XIIe siècles, né en 1053 et mort en 1140.

## Biographie
Fils de Minamoto no Takakuni, Toba Sōjō était l'un des moines principaux de la section bouddhiste de Tendai, au temple Kozan-ji, près de Kyoto. 
Bien qu'il n'en existe aucune preuve positive, la tradition lui attribue la série des rouleaux du Chōjū-Jinbutsu-Giga, ce qui signifie "caricature de personnage de la faune", série plus connue sous le nom de Chōjū-Giga : "animaux espiègles",. Ces rouleaux, peints à l'encre de Chine, sont au nombre de quatre : deux datent de l'époque de Heian au début du XIIe siècle, tandis que les deux autres, œuvre de plusieurs moines bouddhistes, auraient été dessinés à l'époque de Kamakura au XIIIe siècle.

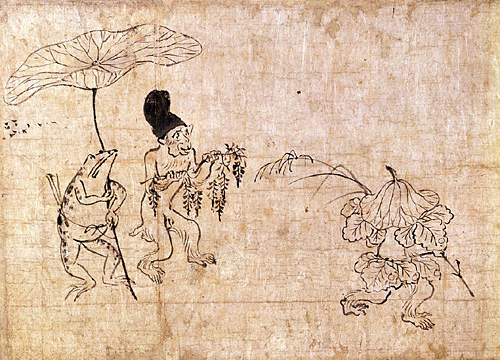
Fragment du premier rouleau du Chōjū-jinbutsu-giga, représentant une grenouille tenant un muguet au-dessus de la tête d'un moine.
Partie du rouleau Chōjū-giga avec des animaux faisant du sumō lors d'une célébration.